# Milton Camilo
Milton Camilo (* 1. Februar 1970 in Nova Iguaçu in Rio de Janeiro) ist ein brasilianischer Tänzer, Choreograph und Maler. 
Von 1989 bis 1997 absolvierte er in Rio de Janeiro eine Tanzausbildung in Ballett an der „Escola Estadual Maria Olenewa“ und in zeitgenössischem Tanz an der „Angel Viana“. Ab 1992  arbeitete er als Tänzer in verschiedenen Tanzproduktionen in Rio de Janeiro, ab 1998 in Deutschland als Lehrer an verschiedenen Orten wie dem Studio für Musik und Tanz „Shakti“ in Duisburg und der „Wuppertaler Werkstatt“ in Wuppertal, die er seit 2008 auch leitet. Von 1998 bis 2008 war er Tänzer und Dramaturg in der „Mark Sieczkarek Company“.
Seine Arbeit als Maler gewann in den vergangenen Jahren ständig an Bedeutung. Im Oktober 2008 eröffnete Camilo seine eigene Galerie in Wuppertal.